# トレドーツィオ
トレドーツィオ（伊: Tredozio）は、イタリア共和国エミリア＝ロマーニャ州フォルリ＝チェゼーナ県にある、人口約1,100人の基礎自治体（コムーネ）。

## 地理

### 位置・広がり

#### 隣接コムーネ
隣接するコムーネは以下の通り。括弧内のFIはフィレンツェ県所属を示す。
- マッラーディ (FI)
- モディリアーナ
- ポルティコ・エ・サン・ベネデット
- ロッカ・サン・カシャーノ

### 気候分類・地震分類
トレドーツィオにおけるイタリアの気候分類 (it) および度日は、zona E, 2573 GGである。
また、イタリアの地震リスク階級 (it) では、zona 2 (sismicità media) に分類される。

## 行政

### 分離集落
トレドーツィオには、以下の分離集落（フラツィオーネ）がある。
- Madonna della Neve, Villaggio Montebusca o Monte Busca, San Valentino, Scarzana, Ottignana, Casa Gherardini

## 姉妹都市
- アルチェーヴィア、イタリア
- ホーフビーバー、ドイツ